# 蔡復一
蔡復一（1576年12月9日—1625年11月3日），字敬夫，號元履，晚號遯菴，出生於金門縣（當時為福建同安），後隨父親旅居廈門，明朝政治人物。

## 生平
蔡復一生於翔風里十七都蔡厝（今金門縣金沙鎮光前里蔡厝），幼時和父親蔡霽移居同安（今廈門市）。萬曆二十三年（1595年）中進士，授刑部主事，升员外郎，萬曆二十四年（1596）任郎職，萬曆三十八年（1610年），蔡復一在北京初識鍾惺。萬曆三十九年（1611）從郎職離任，前後凡十五年。出京為湖广参政。萬曆四十一年癸丑（1613年）夏天，長江決堤，蔡復一在澧州治水，秋冬間，擢升為觀察使，分鎮湖北，後在辰州築邊牆七十餘里以防苗亂。泰昌元年庚申（1620年）九月起用為山西右布政使，易州兵備道，在故里鄉居四年。天啟元年辛酉（1621年）春天，蔡復一從同安故里起程赴易州，同年九月，從右布政使升遷為左布政使。官至兵部左侍郎、總督貴州、雲南、湖南、湖北、廣西軍務兼貴州巡撫，人稱“五省經略”。與蔡獻臣齊名，人稱“同安二蔡”。天啟二年十一月，由山西布政使司左布政使改官都察院右副都御史、撫治鄖陽。天啟五年三月，蔡復一因兵潰被解除職務。天啟五年乙丑（1625年）十月，因染瘧痢，病故於平越軍（今貴州福泉市）。追贈兵部尚書，謚清憲。民間流傳，蔡復一身體殘缺，獨眼、跛腳又駝背，人稱「蔡目一」，他也曾自嘲爲「一目觀天上」。

## 著作
蔡复一能诗能文，譚元春曾說蔡復一“破書萬卷而愛人一事之知，下筆千言而嘆人一字之美”。著作颇丰，有《遁庵文集》18集，《诗集》10卷，《雪诗编》、《骈语》5卷，《督黔疏草》8卷，《楚愆录》10卷，《毛诗评》1卷，《续骈语》2卷等。

## 遺跡
蔡復一是金門縣蔡厝蔡氏家族的第二十一世祖，家族典藏的畫像以「蔡復一畫像」的名義，列為重要古物，也是金門縣第一個被公告的重要古物。

## 延伸阅读
[在维基数据编辑]
 《明史卷二百四十九》，出自《明史》